# Cytisus oromediterraneus
El piorno serrano  (Cytisus oromediterraneus, sin. C. purgans auct. non (L.) Spach) es una especie arbustiva perteneciente a la familia de las fabáceas.

## Descripción

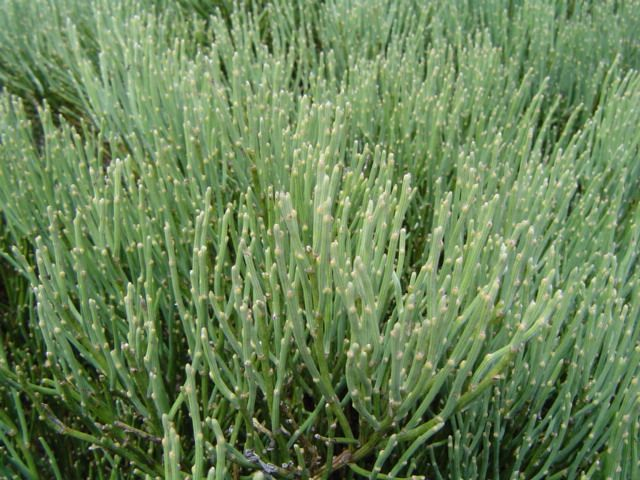
Vista general de la planta.

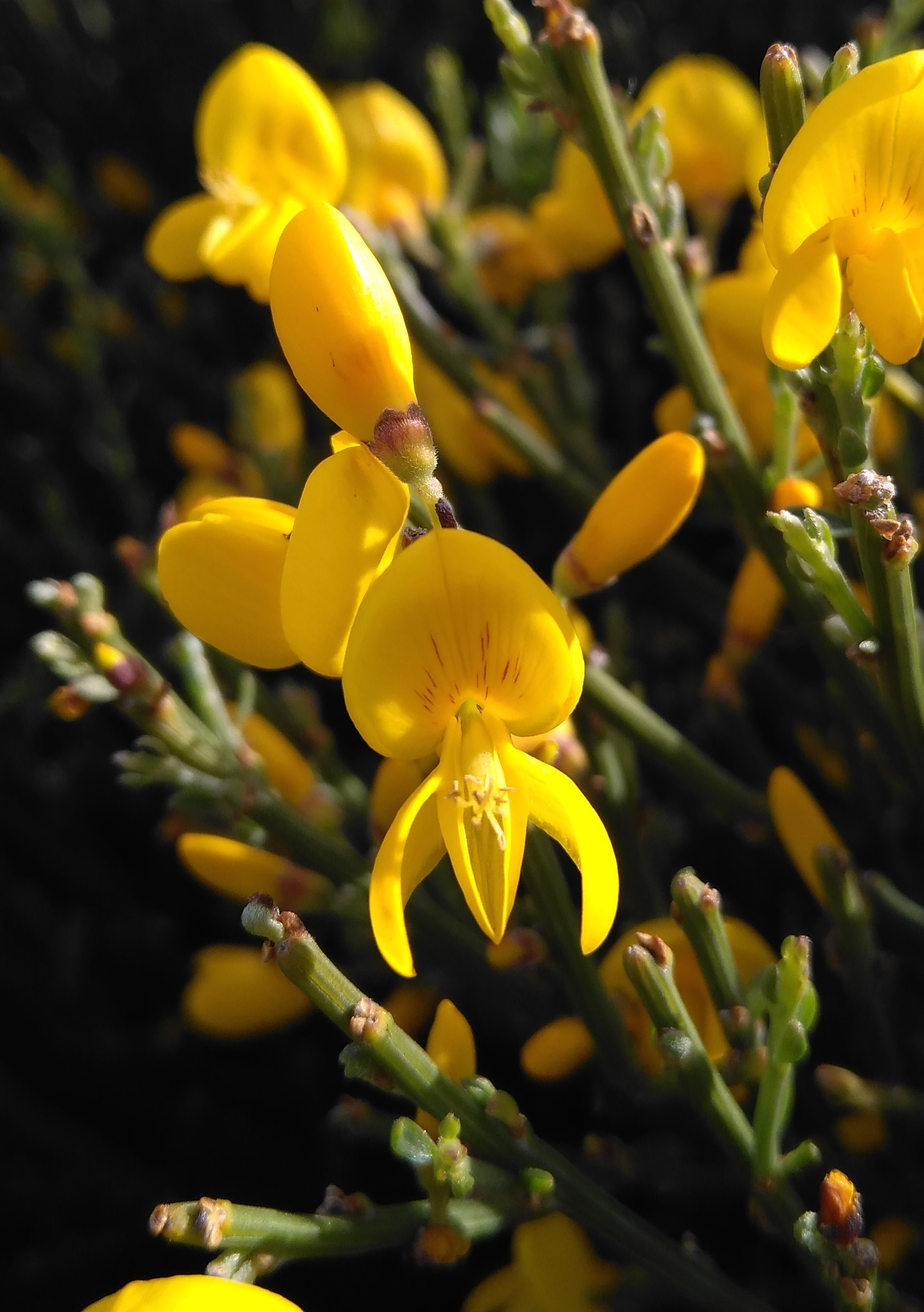
Detalle de la flor amariposada (o papilionácea).

Está formada por densas ramas muy apretadas. Forma extensos matorrales, solo o conviviendo con otros arbustos, como el enebro rastrero (Juniperus communis subsp. nana) en las altas montañas silíceas, y casi siempre por encima del nivel de los bosques o conviviendo con el pino albar. Las hojas caen prontamente por lo que los tallos están frecuentemente desnudos; las inferiores son trifoliadas, sin peciolo;las florales sencillas y también sentadas. Flores amarillas, pequeñas, (9-12 mm) solitarias o por parejas en la axila de las hojas, formando un racimo más o menos denso en la terminación de las ramas sostenidas por un cabillo de 2-6 mm. Cáliz membranoso, acampanado y peloso. Corola amariposada, con el pétalo superior redondeado. El fruto es una legumbre de 15 a 30 mm, recta o algo curvada, muy comprimida lateralmente y cubierta de pelos aplicados a su superficie. Florece de mayo a julio.
El piorno serrano (Cytisus oromediterraneus) en Gredos domina la vegetación del piso oromediterráneo, puede cubrir las laderas más altas del supramediterráneo que están orientadas al norte; de hecho desde algunos puntos de Gredos, como la carretera que conduce a la plataforma se puede apreciar claramente como las laderas expuestas al norte están cubiertas por el piorno serrano, mientras las que miran al sur son habitada por la hiniesta y/o por la escoba blanca. En las zona de convivencia entre el piorno serrano y la escoba blanca es posible encontrar individuos con flores de color amarillo muy claro que se interpretan como híbridos entre ambas especies. Finalmente en lo sectores más occidentales del sistema Central, otras dos fabáceas  arbustivas muy espinosas, cuyo óptimo está en el oromediterráneo junto al piorno serrano, pueden aparecer en las laderas supramediterráneas orientadas al norte el cambrión  común( Echinospartum barnadesii) y el cambrión ibérico (Echinospartun ibericum).
Los claros de piornales están sobre todo ocupados  por diversas hierbas y matas, entre las que destacamos la atractiva viborera salmantina (Echium salmanticum) Boragináceas, endémica de la mitad occidental de la cordillera, la ortegia (Ortegia hispanica, Cariofiláceas), el cantueso ( Lavandula pedunculata, Lamiáceas, el tomillo perruno (Santolina rosmarinifolia, Asteráceas), el aster con hojas de arrocillo (Aster sedifolius, Asteráceas y la dedalera de flores rosadas (Digitalis thapsi Plantagináceas , especie que en su mayoría también habitan en los matorrales aclarados del piso de la encina y que pueden ascender por las laderas soleadas hasta alcanzar el del piorno serrano.

## Observaciones

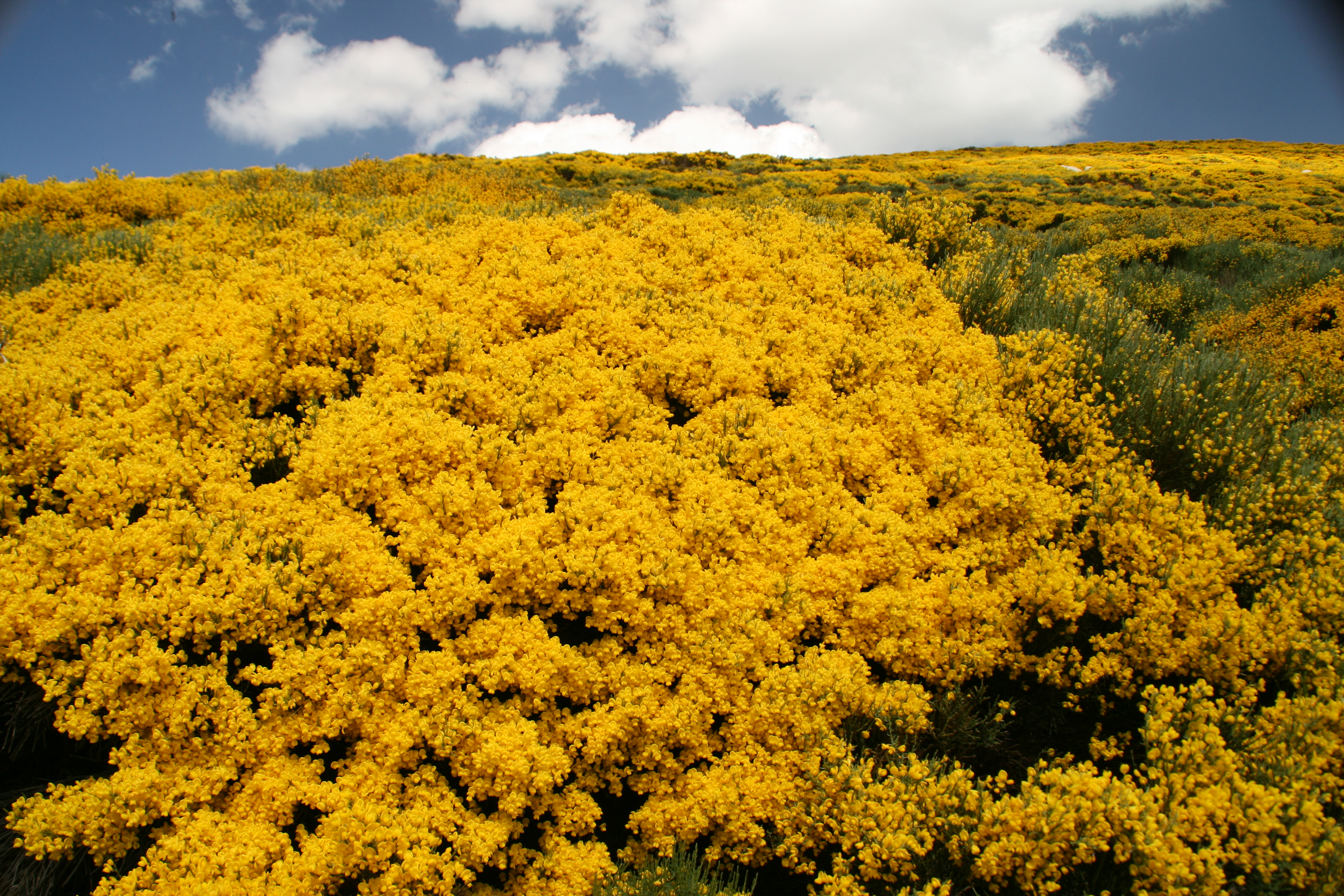
Piornal en la Sierra de Gredos.

El aspecto que presenta es muchas veces almohadillado para defenderse del frío y de los fuertes vientos que soplan en las alturas. Su importancia en la vegetación española es muy grande por las enormes superficies que ocupa. En la época de floración tiñe de amarillo muchas de las cordilleras españolas y despide un olor intenso y empalagoso parecido al de la miel. Se empleaba como combustible en hornos y para techar chozos. Es una especie conflictiva desde el punto de vista nomenclatural. Recientemente se ha establecido una nueva división que se expone a continuación.
Por sus caracteres morfológicos, ecología y biogeografía se aceptan cuatro taxones en el seno de este grupo; dos en Europa:
Cytisus oromediterraneus y Cytisus balansae subsp. nevadensis y otros dos en las montañas del Norte de África:
Cytisus balansae subsp. balansae y Cytisus balansae subsp. atlanticus.
- Cytisus oromediterraneus: Ecología y biogeografía: Silicícola, supramediterráneo

subhúmedo-húmedo, supratemplado y orotemplado
húmedo-hiperhúmedo; submediterráneo
en el interior de la península ibérica. Carpetano-
Leonés, Orocantábrico, Oroibérico, Pirenaico y Auverniense (Francia).
Cytisetalia scopario-striati, Juniperion nanae.
- Cytisus balansae subsp. balansae: Ecología y biogeografía: Indiferente edáfico supramediterráneo

y oromediterráneo subhúmedo-húmedo.
Atlásico, Marruecos: Gran Atlas, Argelia:
Dujrdjura, Aurés. Erinacetalia.
- Cytisus balansae subsp. atlanticus: Ecología y biogeografía: Preferentemente silicícola,

supramediterráneo y oromediterráneo seco-subhúmedo.
Atlásico, Marruecos: Gran Atlas y
Atlas Medio. Erinacetalia.
- Cytisus balansae subsp. nevadensis:

Ecología y biogeografía: Silicícola, oromediterráneo
subhúmedo. España, Nevadense, Genisto versicoloris-Juniperion hemisphaericae.

## Distribución
En Francia, península ibérica y Norte de África. En la Península es muy abundante en las sierras de Guadarrama, Gredos, Paramera de Ávila, La Serrota, sistema Ibérico, Montes de León, Pirineos. Se presenta también en Galicia, Cantabria, Aragón, Cataluña, Castilla, Extremadura y Andalucía.

## Propiedades
Indicaciones: se usa como purgante y diurético.
Otros usos: Se ha usado como combustible en hornos, para la fabricación de escobas, para hacer techos de chozas y también como cama para el ganado.

## Nombre común
- Castellano: calabón, escoba de negrales, escoba negra, escoba serrana, escobón, espiorno, ginesta, hiniesta, piorno, piorno gallego, piorno serrano, retama angulosa, retama de escobas, retama negra, retama purgante, retamón.[6]

## Taxonomía
Cytisus oromediterraneus fue descrita por (G.López & C.E.Jarvis) Rivas Mart. & al.  y publicado en Veg. Picos de Europa 264. 1984.

### Etimología
- Cytisus: nombre genérico que deriva de la palabra griega: kutisus, un nombre griego de dos leguminosas, que verosímilmente son una alfafa Medicago arborea L. y un codeso Laburnum anagyroides Medik.[8]
- oromediterraneus: epíteto

### Sinonimia
- Cytisus purgans (L.) Boiss.
- Genista purgans (L.) DC.
- Sarothamnus purgans]] (L.) Godr.
- Genista balansae (Boiss.) Rouy

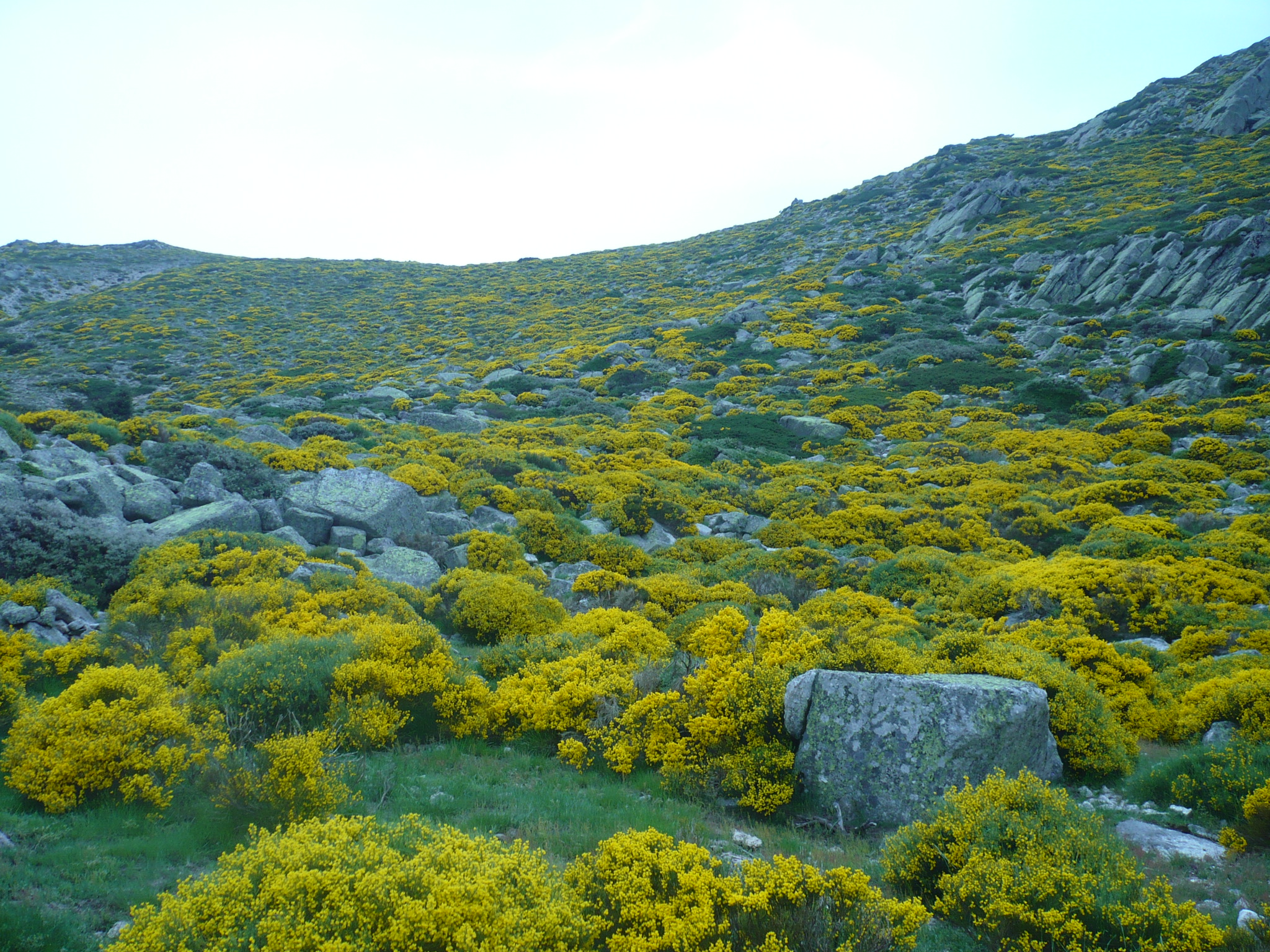
Piornos en flor en la Sierra de Guadarrama (España).

- Genista europaea  (G.López & C.E.Jarvis) O.Bòlos & Vigo
- Cytisus balansae balansae G.López & C.E.Jarvis
- Cytisus balansae europaeus (G.López & C.E.Jarvis) Muñoz Garm.
- Sarothamnus purgans (L.) Gren. & Godr.